# Charlotte-Rose de Caumont de La Force
Charlotte-Rose de Caumont La Force (o anche Mademoiselle de la Force) (Préchac, 1654 – Parigi, 1724) è stata una nobildonna, scrittrice e poetessa francese. La sua opera più nota fu la fiaba Persinette (presente nella sua raccolta di fiabe: Les contes des contes, 1698), che fu adattata dai fratelli Grimm nella loro opera con il nome di Raperonzolo (Fiabe del focolare, 1812), quest'ultima diventando la versione più nota della storia.